# Michael Poulsen
Michael Schøn Poulsen (Slagelse, 1 april 1975) is een Deense zanger en gitarist. Hij is de zanger en songwriter van de Deense band Volbeat.
Poulsen groeide op in Ringsted, ongeveer 63 km van Kopenhagen. Op 17-jarige leeftijd verhuisde hij naar Kopenhagen en vormde daar zijn eerste band Dominus. Er kwamen vier albums van Dominus uit, waarna de band uit elkaar ging. Poulsen schreef nieuwe nummers die niet alleen deathmetal-invloeden hadden maar ook rock-'n-roll bevatten, waarmee de band Volbeat ontstond.

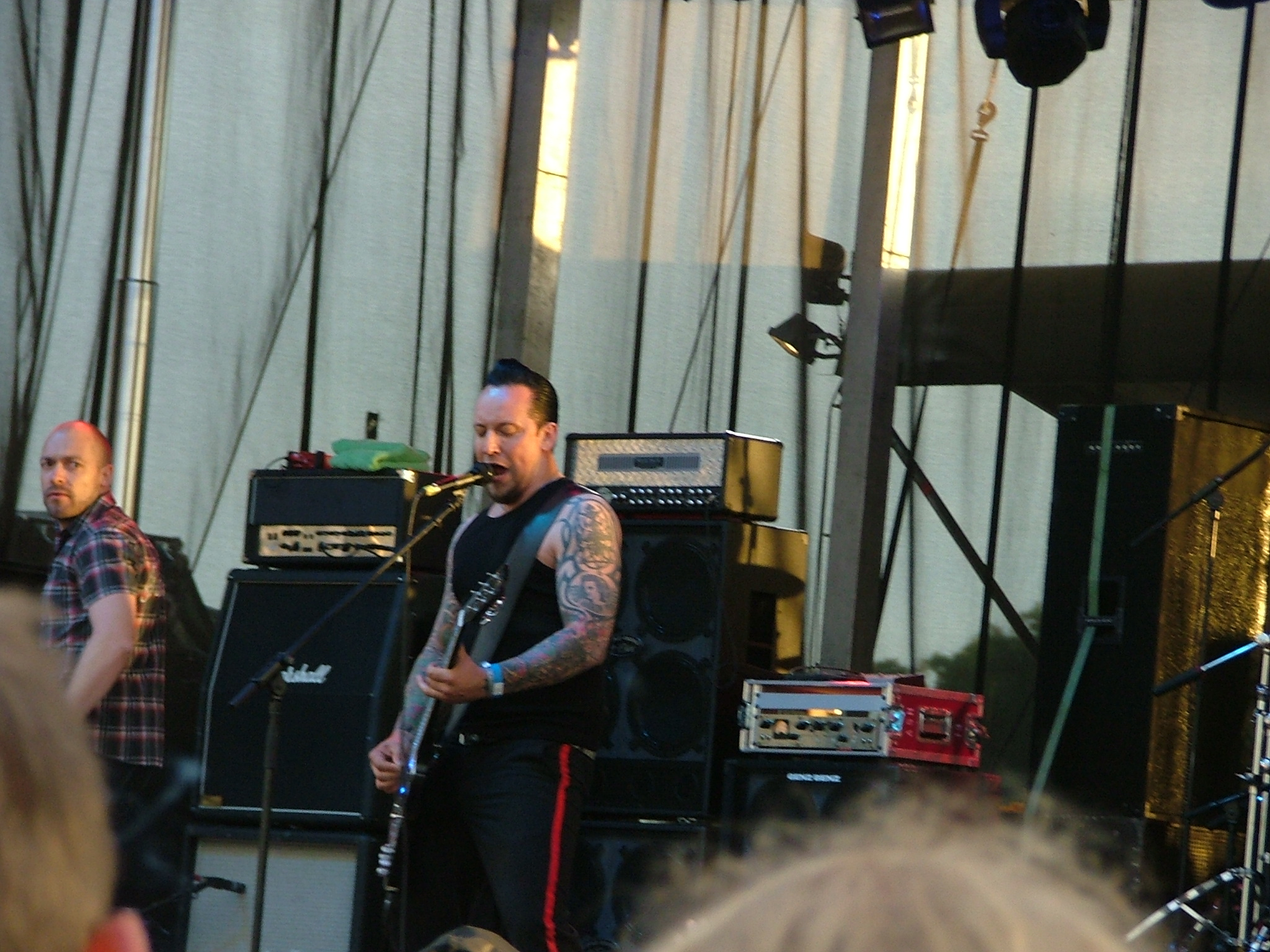
Poulsen tijdens een concert in 2007

- Gemeinsame Normdatei: 142256560
- International Standard Name Identifier: 0000 0000 9385 9746
- Library of Congress Control Number: nb2015015066
- MusicBrainz: 1f7f5020-38ae-4e74-bd05-efb876246924
- Virtual International Authority File: 137976300
- WorldCat: E39PBJk4GCv4hcrfXGx7j8WkXd